# Dijkstaal
Dijkstaal is een buurtschap in de gemeente Schagen, in de provincie Noord-Holland. Dijkstaal valt formeel onder Sint Maarten en viel tot 1990 onder de gemeente Sint Maarten voordat deze opging in de gemeente Harenkarspel. Deze gemeente is per 1 januari 2013 opgegaan in de nieuwe gemeente Schagen.
Dijkstaal is gelegen tussen Sint Maarten en Eenigenburg, en ligt direct aan Westfriese Zeedijk, onderdeel van de Westfriese Omringdijk. De plaatsnaam is afkomstig van het woord dijkstaal of dijkstal. Dit duidt van oorsprong op de grond waarop een dijk is gelegen. Later wordt dit ook gebruikt als benaming voor het deel van de dijk waar men dijklast moest betalen. Dijkstaal wordt niet altijd meer als opzichzelfstaande plaats gezien omdat het slechts bestaat uit drietal woonplekken, met totaal vier huizen/boerderijen maar onder Dijkstaal worden ook de landerijen aan de dijk gerekend.
Bij Dijkstaal zijn er tweetal wielen te vinden, het wiel van Dijkstaal (ook kortweg Dijkstaal) en het Modderwiel (een uitgang van een verdwenen riviertje), deze wielen zijn vaak diepe waterplassen die zijn ontstaan na dijkdoorbraken. Deze twee wielen zijn vrij populair bij de sportvissers.
Burgerbrug · Burgervlotbrug · Callantsoog · Dirkshorn · Eenigenburg · Groenveld · Groote Keeten · Krabbendam · Oudesluis · Petten · 't Rijpje · Schagen · Schagerbrug · Schoorldam (deels) · Sint Maarten · Sint Maartensbrug · Sint Maartensvlotbrug · Stroet · Tjallewal · Tolke (deels) · Tuitjenhorn · Valkkoog · Waarland · Warmenhuizen · 't Zand

Buurtschappen: Abbestede · Avendorp · Bliekenbos · 't Buurtje · De Banne · Burghorn · Cornelissenwerf · Dijkstaal · Grootven · Grotewal · Het Korfwater · De Hale · Hemkewerf · Huiskebuurt · Kalverdijk · Keinse · Keinsmerbrug · Kerkbuurt · Lagedijk · Leihoek · Mennonietenbuurt · Nes · Schagerwaard · Sint Maartenszee · Slootgaard · De Stolpen · Stolpervlotbrug · Vennik (deels) · 't Wad · De Weel (deels) · Woudmeer · Zijbelhuizen · Zijpersluis